# Back to the Future: The Game
«Назад в будущее: Игра» (англ. Back to the Future: The Game) — компьютерная игра в жанре квеста, разработанная Telltale Games.
Автор сценария трилогии Боб Гейл помогал авторам студии Энди Харцеллю и Майклу Стеммлу в разработке сюжета, а Майкл Джей Фокс и Кристофер Ллойд позволили использовать образы, сыгранные ими в кино. Кроме того, Кристофер Ллойд вновь озвучил Дока Брауна, а Марти озвучил актёр Эй Джей ЛоКазио. Также Майкл Джей Фокс присоединился к актёрскому составу в пятом эпизоде и озвучил в нём четырёх персонажей: прадеда Марти Уильяма и троих Марти Макфлаев из будущего. Игра состоит из 5 эпизодов и выходит сразу на нескольких игровых платформах, в том числе PlayStation 3, iPhone и iPad.

## Игровой процесс
Игра представляет собой графический квест. Игрок управляет Марти, который взаимодействует с окружающим миром — предметами и персонажами, созданными в формате 3D — используя клавиатуру с мышью или геймпад. Марти может изучать предметы, общаться с персонажами, начиная диалог, а также выполнять различные действия в зависимости от сюжета в конкретной сцене, чтобы разрешить загадку для дальнейшего прохождения.
Некоторые из предметов Марти может брать и хранить у себя, позже используя как подручные средства. В игре есть табло с указанием конкретной задачи, которую необходимо выполнить в данный момент, а также система поуровневых подсказок — начиная с намёков и заканчивая указанием конкретного действия для дальнейшего прохождения игры.
Кроме того, во второй части игры появилась функция обзора, управляемая стрелками на клавиатуре. Также в списке возможных фраз в диалогах появилось больше вариантов и функция промотки.

## Сюжет
Игра состоит из пяти частей, выходивших в продажу с перерывом в один — два месяца. В конце первого трейлера игры указан график выхода эпизодов и их названия.

### Эпизод 1. Время пришло
26 октября 1985 года, 1:18 ночи. Доктор Эмметт Браун проводит эксперимент, отправляя своего пса Эйнштейна на одну минуту в будущее. Удивлённый Марти Макфлай ничего не понимает. Док принимается ему объяснять, но тут раздаётся писк таймера, оповещающий о том, что сейчас прилетит машина. Марти с Доком отходят, но машина не появляется. Док просит Марти дать ему его блокнот, проверяет расчёты и сообщает, что совершил ужасную ошибку. В это время название торгового центра с «Две Сосны» меняется на «Одинокая Сосна». Док роняет блокнот и исчезает. Испуганный Марти просыпается 14 мая 1986 года, через шесть месяцев после событий финальной части кинотрилогии. В реальности дела обстоят так: Марти Макфлай пытается привыкнуть к мысли, что он больше не увидит своего лучшего друга Дока, оставившего всю свою жизнь в 1985 году, включая гараж, переполненный изобретениями учёного. По приказу администрации Хилл-Вэлли, считающей Дока пропавшим без вести, Джордж Макфлай устраивает распродажу личного имущества Дока, в которой ему помогает Бифф Таннен.
Оказавшись в гараже Эмметта Брауна, Марти находит в макете центральной площади города, сделанном Доком в 1955 году, дневник с его записями. Бифф успевает заметить это и не позволяет Марти забрать записную книжку. Тогда, воспользовавшись глупостью Биффа, юноша подстраивает всё так, что с Биффом происходит то же, что и с Марти в начале первого фильма, когда тот подключил гитару к усилителю — воспользовавшись слабостью Таннена, Марти забирает из макета записную книжку Дока.
Между тем у гаража Эмметта Брауна неожиданно появляется DeLorean DMC-12, (который был разрушен поездом (позже выяснилось, что он является временным дубликатом, созданным ударом молнии), на переднем сиденье которого находится любимый пёс учёного Эйнштейн. В машине Марти находит женскую туфельку и диктофон с сообщением от Дока, согласно которому Док попал в переделку и взывает о помощи, прося Марти отправиться в то время, что отражено на дисплее DeLorean. Но дисплей машины оказывается сломан, и Марти не знает, в каком времени застрял Док. Марти даёт Эйнштейну понюхать туфельку, найденную в салоне машины, и тот приводит его в дом пожилой Эдны Стрикленд. Эдна рассказывает, что потеряла туфельку около 50 лет назад, когда, работая журналисткой в Хилл-Вэлли, столкнулась на улице с Эйнштейном. В квартире пожилой дамы Марти находит архивы местной газеты Хилл-Вэлли за всё время её существования, а от самой Эдны узнаёт, что в городе существовал подпольный завод по производству алкоголя во времена «сухого закона», сгоревший в результате пожара.
Марти выясняет, что Дока обвиняют в поджоге, и отправляется в Хилл-Вэлли 13 июня 1931 года, когда в городе всем заправлял гангстер Кид Таннен, который убьёт Дока, предположительно чуть было не разрушившего его бизнес. Оказавшись в 1931 году, Марти находит Дока в тюрьме: согласно плану Дока, его молодая «версия» — молодой Эмметт, служащий клерком в городской мэрии у своего отца, судьи Брауна, — именно в это время работает над изобретением бурильной установки. Зайдя в суповую кухню, чтобы позвонить домой Эмметту, Марти видит там своего деда Артура Макфлая и становится свидетелем того, как человек, очень похожий на Биффа, отчитывает Артура, а затем отбирает шляпу. Обидчиком оказывается отец Биффа — Кид Таннен.
Встретившись с молодым Доком, Марти тайно следит за ним, слыша обрывки бормотаний юноши, но не может понять, о чём идёт речь. Он записывает голос молодого Эмметта на диктофон и даёт послушать запись Доку. Тот подсказывает Марти, как он может найти общий язык с Эмметтом. Удивившись научным познаниям Марти, Эмметт принимает его за сотрудника патентного бюро, куда юный Браун подал заявку незадолго до того. Марти уговаривает его за одну ночь построить бурильную мини-установку, с помощью которой можно будет устроить побег Дока, запертого в городской тюрьме. Но есть несколько проблем: во-первых, по указанию своего отца, с которым, как выяснил Марти, у Эмметта не самые простые отношения (юный изобретатель скрывает своё увлечение наукой от отца, который видит будущее сына в судебной отрасли), Эмметт должен доставить повестку в суд деду Марти — Артуру Макфлаю, работающему бухгалтером у Кида Таннена, а на это нужно время, ведь Артур до смерти боится Таннена и прячется, поскольку, получив повестку, он будет вынужден давать показания против своего босса. Во-вторых, бурильная установка, по задумке Эмметта, работает на топливе, которое нелегко достать в обстановке «сухого закона», а именно — на алкоголе. Марти обещает Эмметту помочь найти и Артура, и топливо, но при условии, что тот обязательно закончит своё изобретение тем же вечером.
Первым делом Марти решает найти Артура. В руках Кида он замечает шляпу своего деда, отобранную накануне, и, вырвав её из рук Таннена, бросается прочь. Кид и его приспешник Мэтчес начинают преследование, но с помощью Эмметта Марти удаётся скрыться вместе со шляпой. Марти даёт Эйнштейну понюхать шляпу, и пёс приводит Марти и Эмметта к той самой квартире, где в 1986 году живёт Эдна Стрикленд. Позвонив в дверной звонок, друзья узнают, что в этом времени здесь живёт Артур.
Артур категорически отказывается спуститься и поговорить с Марти. Нужно как-то выманить его оттуда. Марти возвращается на центральную площадь города и видит там Кида и Мэтчеса. Подойдя к ним ближе, он снова привлекает их внимание. Гангстеры загоняют юношу на крышу беседки в центре площади. Воспользовавшись моментом, Марти записывает голос разгневанного Таннена на диктофон, а затем зовёт Эйнштейна. Пока пёс отвлекает бандитов, Марти благополучно спускается и прячется. Снова придя к Артуру, он идёт на хитрость: звонит в дверь и, когда Артур появляется в окне, включает диктофон с записью голоса Таннена. Услышав разгневанные крики босса, Артур тут же спускается вниз, где молодой Эмметт Браун вручает ему повестку в суд по делу Таннена.
Перед Марти всё ещё стоит сложная задача найти топливо для бурильной установки. Когда он узнаёт, что в подвале местной суповой кухни, с которой работает Эдна в рамках благотворительности, находится новый завод по производству алкоголя, Марти уговаривает Эдну привести бочки с супом в особняк Браунов, где, по идее Марти, должна пройти очередная встреча Общества трезвенников. С помощью Эмметта Марти подменяет бочки с супом на алкоголь, и Эдна сама привозит топливо в дом Брауна.
Тем же вечером в особняке судьи Марти становится свидетелем ссоры между молодым Эмметтом и его отцом. В этот раз Эмметт говорит о своих планах на будущее, в котором нет места должности обычного офисного клерка или судьи — он хочет быть учёным. При этом Эмметт успевает давать Марти подсказки по изготовлению топлива на основе алкоголя — химическая реакция уже в самом разгаре, и любое неверное действие поставит под угрозу эксперимент. Наконец топливо и бурильная установка готовы. Уходя, Марти признаётся, что он не из патентного бюро — он должен спасти кое-кого очень важного для него, но не может рассказать всех подробностей. Расстроенный Эмметт печально смотрит вслед уходящему Марти…
Оказавшись возле тюрьмы, Марти встречает Эдну, которая говорит ему, что подозреваемого в поджоге в данный момент перевозят в другую тюрьму, так как власти боятся покушения на его жизнь. В газете вместо статьи об убийстве «поджигателя» появилась статья о его смерти в результате переворота фургона. Чтобы догнать полицейский фургон, Марти крадёт велосипед Эдны, устанавливает на него турбины от бурильной установки, используя их в качестве ускорителей, и вскоре — уже за пределами Хилл-Вэлли — догоняет фургон с Доком, за рулём которого оказывается сам Кид Таннен, собирающийся убить Дока. Преодолев множество опасностей, Марти спасает Дока, заодно загнав Таннена в навоз, но неожиданная знакомая боль приводит юношу в ужас — своими действиями Марти всё-таки нарушил пространственно-временной континуум и подверг опасности собственное существование.

### Эпизод 2. Достать Таннена!
Только успел Марти спасти своего друга Дока от верной гибели, как жизнь самого юноши оказалась на волоске: Марти начинает исчезать из действительности, как и его отец Джордж пропадает с фотографии. В газете, которая сообщала об убийстве Дока, появляется новая статья, в которой говорится, что Артура МакФлая убили перед зданием городского суда. Путешественники собираются вернуться в 16:00 того дня, но неожиданное появление полицейского заставляет Марти оставить Дока и попытаться в одиночку разобраться в произошедшем.
Попав в Хилл-Вэлли 13 июня 1931 года, без пяти четыре дня, Марти первым делом сталкивается с Эдной Стрикленд, сразу попытавшейся взять у него интервью. Отделавшись от неё, Марти прячется за деревом, скрываясь от другого себя и молодого Эмметта, но Эйнштейн унюхивает его, что чуть было не приводит к столкновению Марти с самим собой. Устранив и эту проблему, Марти, посмотрев вслед другому себе и Эмметту, уходящим делать топливо, начинает действовать.
Оказавшись перед зданием суда, Марти вмешивается в планы Зейна, приспешника Кида Таннена, и тот не убивает, но похищает Артура. Марти находит его в подвале супового ресторана — именно там Таннен собирается вскоре открыть свой бар, главной звездой которого должна стать его подружка, очаровательная певица Трикси Троттер. Марти удаётся обезвредить шайку Таннена и помочь ему скрыться от гангстеров. Артур даже собирается покинуть город, но Док и Марти уговаривают его остаться, так как девушка по имени Сильвия, проживающая в Хилл-Вэлли, влюблена в него. Попрощавшись с Артуром, Док и Марти возвращаются в 1986 год.
Однако Марти понимает, что что-то не так — его ключи не открывают дверь в доме МакФлаев, а запуганные родители отказываются впускать его, так как уверены, что он не настоящий Марти: юноша от кого-то скрывается и вынужден был покинуть Хилл-Вэлли. Когда же Марти удаётся убедить Джорджа и Лоррейн, что это действительно он, юноша в ужасе от представшей перед ним картины: Джордж прикован к инвалидному креслу. Тут же перед домом МакФлаев оказывается Бифф с двумя мужчинами, которые, как выяснилось, оказались его братьями, Клиффом и Риффом. Во время перепалки с ними Марти узнаёт, что Кида Таннена не посадили за решётку, и он стал главой преступной семьи, известной во всей Америке!
Бифф пытается избить Марти металлической битой для бейсбола, но попадает в электрический фонарь — его бьёт током, а затем и Клиффа с Риффом, пытавшихся помочь брату. Воспользовавшись моментом, Марти хочет спрятаться от головорезов Танненов, но неожиданно перед домом появляется лимузин, в котором сидит Кид Таннен, собирающийся застрелить Марти. Но в самый подходящий момент на выручку другу приходит Док. Оба путешественника понимают, что помешали событиям, которые должны были привести к тому, что Кид Таннен оказывается в тюрьме. В итоге, Док и Марти возвращаются в 25 августа 1931 года, два месяца спустя после их первого визита в Хилл-Вэлли 1930-х.
На городской площади, где юный Эмметт Браун проводит эксперимент по запуску летающей машины, своего нового изобретения, Марти встречает Эдну Стрикленд, которая проводит агитационную кампанию против употребления алкоголя. От Эдны Марти узнаёт, что подвал сгоревшего завода был переоборудован в ночной клуб под названием El Kid, где запивает горе офицер полиции Дэнни Паркер: после того, как Марти вклинился на ДеЛореане между ним и Танненом во время погони, вся жизнь офицера пошла под откос — его считают сумасшедшим из-за того, что он рассказывает всем о возникшей буквально из воздуха машине, больше напоминающей космический корабль; любимая Бетти бросила его, а бар стал единственным местом, где он может запить горе. Марти понимает, что именно из-за его неожиданного появления на дороге Хилл-Вэлли той ночью, когда он прибыл в 1931 год спасать Дока, будущее Паркеров, да и всего городка оказалось под угрозой: именно Паркер должен был поймать Кида Таннена и положить конец разгулу преступности в Хилл-Вэлли.
Теперь перед Марти стоит задача вернуть Паркера на путь доблестной службы и заставить его арестовать Таннена. Юноша замечает, что песни из репертуара певицы Трикси Троттер, выступающей в баре, сильно влияют на мужчину: он вспоминает о песне, которую Эдна написала для Общества трезвенников. Он подсовывает текст песни певице, которая своим пением вдохновляет Паркера на то, чтобы начать всё сначала. От Трикси, тайно общавшейся с Артуром МакФлаем, Марти узнаёт, что у неё есть компромат на Таннена, но она боится его, находясь под его покровительством. Марти удаётся убедить Трикси сдать Таннена Паркеру, сказав, что Кид собирается убить Артура. Разъярённая Трикси отдаёт бумаги, доказывающие, что Таннен провернул немало денежных махинаций и должен отправиться в тюрьму.
Офицер Паркер задерживает всех, кто находился в баре и собирается арестовать Таннена, но тот исчез. Выйдя из бара, Марти находит пустую флягу Кида Таннена — Эйнштейн чует запах и приводит его к плакату, за которым спрятана кнопка, открывающая потайную дверь. Марти и офицер Паркер видят, что Таннен связал и взял в заложницы Эдну. Начинается перестрелка, и пока Марти отвлекает Таннена, Эдне удаётся выбраться. Между тем, Марти поджигает здание, в котором находился гангстер, но тот уже сбежал, перебираясь по городским крышам. Он встречает Эмметта, застрявшего на крыше столовой вместе со своей летающей машиной.
Марти спасает Эмметта, но теперь ему самому грозит опасность. Юноше удаётся затолкнуть Таннена в летающую машину, и та под управлением Дока немедленно стартует, а затем приземляется прямо в оцепление полиции (сам Кид попадает в услужливо подставленный грузовик с навозом). Таннена арестовывают, Трикси встречает живого и невредимого Артура, а Эдна, обидевшаяся на Эмметта за то, что тот использовал её для доставки выпивки в особняк Браунов несколько месяцев назад, решает дать мужчине второй шанс и идёт с ним в кино.
Кажется, что всё должно быть так, как и было. Но только Марти и Док забираются в ДеЛореан, как обнаруживаются новые проблемы. Что-то не так с билетом Дока в кино на фильм «Франкенштейн», который должен был в корне изменить его жизнь. Когда ДеЛореан разгоняется до 88 миль в час, Док кричит Марти, что надо остановить машину, но уже поздно. В одиночестве Марти возвращается в 1986 год, который сильно изменился — повсюду висят плакаты и рекламные щиты с изображением Дока, а из рупоров слышен его диктаторский голос…

### Эпизод 3. Гражданин Браун
15 мая 1986 года. Окраина Хилл-Вэлли, Южные ворота. Молодая девушка собирает мусор. Вдруг в воздухе мерцают три вспышки, и в небе появляется ДеЛореан с Марти, но без Дока, тут же врезается в плакат и застревает в нём. Через некоторое время Марти приходит в себя и видит, что Дока с ним нет, но слышен его голос, призывающий расслабиться. Марти пытается выбраться из машины и, посигналив, привлекает внимание девушки, собиравшей мусор. Каково же было его удивление, когда он понял, что перед ним Дженнифер. Что она с собой сделала! На девушке была странная одежда и окраска волос, к которой Марти смог подобрать только слово «панк». Подросток достаёт фотографию, на которой он запечатлён вместе с любимой, и тут Дженнифер исчезает с неё. Используя баллонный ключ, который нашла Дженнифер, Марти безопасно выбирается из машины, взяв с собой дневник Дока. Дженнифер отказывается подвезти Марти в город и оставляет его снаружи. Да ещё и ДеЛореан падает на землю, разбив корпус. Используя смекалку, юноша преодолевает высокую ограду, отделявшую его от родного города, и оказывается в Хилл-Вэлли.
Попав на территорию Хилл-Вэлли, Марти замечает, что в городе всё сильно изменилось, вокруг стало невероятно чисто. Заглядевшись по сторонам, он сталкивается с офицером Дэнни Паркером-младшим, отцом Дженнифер, сыном того самого Паркера, который арестовал Таннена в 1931 году. От него Марти узнаёт что гражданин Браун работает в здании суда и просто так, без серьёзного повода, Марти туда никто не впустит. Тут юноша замечает подъехавший автомобиль с номерным знаком «Браун», из которого выходит Бифф и жмёт руку сидящему в машине Доку, изменившемуся до неузнаваемости. Машина въезжает в гараж, и попытки Марти остановить её оказываются напрасными. Марти решает поговорить с Биффом и выяснить, что происходит. Мужчина рассказывает Марти о некой программе под названием «Гражданин Плюс»: благодаря ей у всех хулиганов при одной только мысли о каком либо грехе сразу возникает плохое самочувствие, таким образом не позволяя им совершить плохой поступок. Из услышанного Марти делает вывод, что единственный способ встретиться с Доком — совершить что-то крайне хулиганское.
В этот момент юноша замечает свернувшую в переулок Дженнифер. Он направляется туда, где раньше располагался ресторан «El Kid» и видит, что Дженнифер разрисовывает стену граффити. Поговорив с девушкой, он с ужасом узнаёт, что в этой реальности он сам стал «ботаником» и занудой, а новым парнем Дженнифер оказался продавец кафе по имени Лич. Поболтав с ними, Марти отправляется совершать «подвиги».
Первый пункт назначения — родители Марти. Выйдя из переулка, Марти видит Лоррейн, которая отдаёт ему своё расписание и просит передать его Джорджу. Марти приезжает домой на странной электромашинке и к своему удивлению обнаруживает, что дверь в его дом заколочена и истерически при каждом приближении включается сигнализация. Сам Джордж работает в гараже — следит за камерами видеонаблюдения. Марти отдаёт ему расписание матери и берёт гитару, а также узнаёт, что у Лоррейн снова проблемы с алкоголем, и Джордж с камеры следит за ней. Тайком от него Лоррейн достаёт флягу. Марти решает этим воспользоваться. У статуи были два больших конца — слева и справа. Пока никто не видит, Марти так оттолкал статую в разные стороны, что та закрыла для Джорджа камеру. Лоррейн пользуется моментом, и снова достаёт флягу. Внезапный голос Марти заставляет её бросить флягу. Марти это замечает. Лоррейн приходится признаться Марти в своих скрытых привычках. Но Марти её успокаивает и берёт флягу. Как раз вовремя офицер Паркер проводит проверку на наличие дурных вещей и, поймав Марти с флягой, угрожает, что такими темпами он попадёт к гражданину Брауну. Пытаясь добиться этой цели, Марти приступает к новым нарушениям.
В этой альтернативной реальности Эдна жена Дока, но в любой реальности она ненавидит собак. Значит нужно найти Эйнштейна. Марти решает зайти в малую закусочную. Там ему предлагают отведать блюдо, под названием «другое». Марти пробует, но, не в силах доесть, забирает кушанье с собой. Он замечает Эйнштейна, убегающего в тот же переулок. Пройдя за ним, Марти обнаруживает, что Дженнифер, поставила один свой баллончик для граффити на землю. С его помощью Марти красит доску, по которой пёс перебирается через забор, чтобы спрятаться. Теперь лапы собаки оставляют следы, по которым Марти сразу находит Эйнштейна и налаживает с ним контакт, угостив «деликатесом» из закусочной. Пройдя в центр Хилл-Вэлли с собакой, Марти получает второе замечание от Дэнни Паркера. Остаётся совершить всего одно нарушение, и встреча с Доком обеспечена.
Теперь Марти берётся за Дженнифер. Он получает от неё информацию о том, что Лич лучше всех в Хилл-Вэлли играет на электрогитаре. Тут же Марти вступает в спор. Позвав Лича на соревнование, Дженнифер включает музыку. Принцип такой: кто-то делает какое-то движение, а второй повторяет это за ним, а потом делает своё движение, и первый повторяет за вторым. Марти делает прыжок и пинок на заднюю колонку, а Лич повторяет это с бочками, на которых прочно стояла доска. Потом Марти взбирается на большой бак, а Лич на доску. Марти подпрыгивает несколько раз. А Лич, подпрыгивая на доске, попадает в мусорный бак. Дженнифер с удивлением осознаёт, что была не права насчёт Марти. Отвоевав девушку обратно, Марти приходит в голову ещё одна идея. Он выходит с ней в центр Хилл-Вэлли и целует. Это замечает офицер Паркер, и Дженнифер получает наказание от отца, а Марти — очередное замечание, и Эдна оповещает его о том, что его сейчас немедленно отведут к гражданину Брауну.
И вот наконец Марти в офисе Эмметта. Он немедленно рассказывает о том, что на самом деле происходит. Док приходит в замешательство, не зная чему верить. Он предлагает Марти осмотреть комнату. Здесь может быть много чего, что поможет Доку вспомнить свою первую встречу с Марти. Юноша, используя предметы в офисе, рассказывает Доку о том, как он встретил Марти и вместе с ним построил реактивный бур, снял Эйнштейна с крыши здания суда и посадил Кида Таннена за решётку. Док достаёт фотографию той самой ночи, когда Кид был пойман. Марти находит в центре фотографии себя и Дока из другой реальности. Гражданин Браун приходит в недоумение. Марти продолжает рассказывать о том, что Хилл-Вэлли был другим, до изменённого 1986 года. Но тут он перегибает палку, говоря, что Хилл-Вэлли, сделанный Доком, ужасен. Браун приходит в ярость и прогоняет Марти из своего офиса.
Марти возвращается к отцу, чтобы найти доказательства для Дока, но обнаруживает того без сознания. Да и мониторы, по которым Джордж следил за Лоррейн, разбиты. Марти помогает отцу вспомнить, кто сделал это. Джорджу удаётся включить первые три монитора. Марти на них настраивает время, которое было до того, как на Джорджа напали. С ужасом они узнают, что это был Бифф! Это же просто невозможно, ведь он же «гражданин Плюс»! Приблизив экран к часам Биффа, Марти видит там настроенное время X:11. Такое же время стояло на его часах, когда он выходил из машины Дока. Чтобы выяснить, в чём дело, Марти возвращается к центру Хилл-Вэлли и говорит с Биффом. Тот ничего не помнит. Тогда Марти настраивает время X:11 на его часах. И тут Таннен словно превращается в зомби. Он залезает в корзину, в которую обычно выбрасывают дурные вещи. Марти прыгает туда же и попадает в какую-то комнату, где стоят Эдна и Бифф. Эдна приказывает зомби Биффу задержать Марти, но тот напоминает ему о разных вещах, что тут находятся. Бифф будучи запутанным, кричит и вырубается. Приходит Док. Он решительно спорит с Эдной и прогоняет её. Марти же хочет утешить Дока всем, чем может. Он достаёт дневник Дока из старой реальности, из которого исчезли все записи и показывает Брауну конденсатор потока… В Доке просыпается его страсть к науке, и он уже счастливо бежит собирать новую машину времени. Замешкавшийся Марти становится предметом атак очнувшегося Биффа. Применив хитрость, Марти возвращает Биффу его потерянное сознание. Возвратившись в офис Дока, он обнаруживает Эдну. Юношу задерживают охранники, а Эдна включает на мониторах локацию, где сейчас находится Док, а на экране видно лишь его кричащее лицо…

### Эпизод 4. Разные взгляды
Марти приходит в себя 16 мая 1986 года в какой-то палате и с ужасом обнаруживает, что он в очереди на «Гражданин Плюс», а его вещи заперты в шкафчике в той же палате! Подслушав разговор Эдны с охранником, он узнаёт, что Док уже на процедуре промывания мозгов! К счастью, обнаруживается, что в камерах установлены камеры видеонаблюдения, а все их просматривает и прослушивает Джордж МакФлай, к тому же есть всё, что нужно для того, чтобы выбраться: динамик, микрофон, вход для подключения инструментов, Дженнифер в соседней камере… Добыв свои вещи с помощью отца, Марти хочет попросить помощи у Дженнифер, но она уже начала проходить программу «Гражданин Плюс» и отказывается. С помощью гитары Марти напоминает ей, кто она есть в этой реальности, и Дженнифер освобождает его.
Затем Марти переодевается в охранника, одежду которого Дженнифер получила, ударив его по голове ящиком. Прежде чем совершить побег, нужно спасти Дока от процедуры. Возле охранника за пультом управления лежит поднос с едой, которая принадлежит Биффу Таннену. Оказывается, он находится где-то здесь. У Биффа есть пилюля, которую он отказывается проглатывать и попросту выплёвывает на пол, прямо на газету, просунутую Марти под дверь. Теперь Марти избавляется от охранника за пультом управления: он подкладывает пилюлю в содовую, и охранник мгновенно засыпает, выпив напиток.
Заняв место охранника, Марти увеличивает громкость и запах на максимум, происходит сбой системы, и Эдна с третьим охранником покидают комнату наблюдения и спускаются вниз, к Доку, а Марти только этого и надо. Он переходит в освободившуюся комнату с микрофоном, достаёт гитару, подключает её к колонкам и бьёт по струнам, но его план сначала не срабатывает. Немного разочаровавшись, Марти все равно продолжает бороться с охранниками и спасает себя и Дока от злых рук Эдны.
Марти и Первый гражданин Браун выбегают на улицу и прячутся от охранников в корзинах для мусора. Переговорив с Доком, юноша остаётся ждать его здесь, пока тот чинит ДеЛореан. Вскоре Марти находит Эдна. Высказав всё, что он думает о ней и о её отношениях с Доком, Марти вдруг видит появление ДеЛореана. Док уже успел его починить и вернулся за Марти, чтобы восстановить правильный ход событий, вернувшись в 1931 год.
Прибыв с Доком в Хилл-Вэлли 26 августа 1931 года, Марти отправляет его в здание суда, а сам подходит к молодому Эмметту. Чтобы отвлечь его от Эдны, Марти пытается уговорить Эмметта сходить на фильм «Франкенштейн». Тот всячески отказывается, ведь он успел очень сильно привязаться к Эдне и все мысли у него только о ней. Из диалогов с ним ясно, что сейчас на самом деле не 26 августа, а 12 октября. Именно в этот день открывается выставка. Марти понимает, что нужно срочно вернуться к Доку в здание суда, после чего вместе с ним идти на выставку.
Основная задача — разлучить Эдну с молодым Эмметтом, чтобы предотвратить тот ужас, что произойдет в 1986 году с Хилл-Вэлли. Для этого надо узнать что она такого нашла в Брауне. В нём ей нравятся три самые важные черты: он хорошо выглядит в белом костюме её деда, очень предан и сам по себе является очень умным образцовым гражданином. В это время приходит Трикси, которая зашла к Артуру (который работает регистратором) за шлемом для костюма Музы прогресса Техни, которую Трикси изображает, стоя перед школой. Марти просит её пофлиртовать с Эмметтом, чтобы вызвать ревность у Эдны. Та отказывается, поэтому Марти ссорит Эдну с Трикси. Эдна собирается уволить эту «сердцеедку». Тут Марти встречает Кью Болла, сбежавшего из тюрьмы. Он наверняка знает много неприличного о Трикси, что позволит её уволить. Кьюболл играет в молчанку до тех пор, пока Марти не расскажет что-нибудь неприличного о себе, например то, как он сбросил поезд в прошлом году в обрыв. Взамен тот даёт почтовую открытку, где Трикси запечатлена практически полностью обнажённой. Марти показывает открытку Эдне, а та — Артуру, который теперь вынужден уволить Трикси, так как она не американка, а канадка. После увольнения Трикси соглашается помочь с Эдной, но для этого ей нужен мех, бриллиант и фотоальбом Эмметта. Возвратившись к ДеЛореану, Марти просит Дока слетать к лаборатории молодого Брауна. Увы, не получится, датчик временного контура до сих пор нестабилен. Добираться нужно другим способом. У палатки с изобретениями будущего Марти забирает доску с колёсиками, что лежит под игрушечным поездом, использует её в качестве скейтборда и едет к дому Эмметта.
Приехав в гости, Марти первым делом видит, как офицер Паркер уводит Кида Таннена, которого Эмметт использовал для составления карты преступника и последующей демонстрации. Нужно добиться того, чтобы Эдна поверила в то, что Эмметт не образцовый гражданин. Для этого Марти испытывает устройство измерения умственных способностей на себе и узнаёт, что он бездельник. А Эмметт всё-таки является образцовым гражданином, судя по карточке душевного состояния. Рядом находится карточка Таннена. Можно было бы просто подменить, но на каждой карточке есть фотография. Тогда, может, попробовать провести эксперимент ещё раз? Марти запускает устройство возле печатной машинки, включает те же слайды и видит, что на первом из них фигурирует Эдна. Реакция Эмметта в этот момент должна быть положительной, а раз он не видит снимка, то она у него нейтральная. Нужно, чтобы реакция стала отрицательной. Для этого Марти открывает клапан аквариума, в котором когда-то жили бактерии, два раза, вызвав тем самым неприятный запах. На шлеме загорится красная лампочка, чего он и хотел добиться. Дальше, Марти переключает следующий слайд. На нём появляется Джон Бут. Реакция Эмметта в этот момент должна быть отрицательной, а он делает её положительной, открыв кастрюлю с тушеным мясом. На следующем слайде видно офицера Паркера. Марти включает генератор, который бьёт током всех в комнате, чтобы получить отрицательную реакцию. На снимке с Танненом Марти делает положительную реакцию, включив пластинку с песней «I don’t Care», исполнявшуюся Трикси во второй части, которая Эмметту почему-то нравится (что он скрывает от Эдны, которой эта песня не нравится). Далее: ребёнок — отрицательная, Трикси — положительная. Вообще-то Трикси и должна быть положительная, но аппарат работает с точки зрения Эдны. Забрав карточку с результатами теста и вставив её в устройство определения характера, Марти получает результат «Криминальный преступник», чего он и добивался.
Теперь нужно доказать Эдне, что Браун растяпа. Для этого, взяв с его стола банку с маслом, Марти «случайно» проливает её на Эмметта. Всё напрасно, у Брауна есть очистительный душ, который очищает любой костюм. Также у Эмметта есть и карманная версия этого самого очистителя, только уже в виде спрея. Особенность этого вещества в том, что через половину суток оно начинает работать в обратную сторону. Обманом забрав его себе, Марти идёт с ним к выставке. Использовав спрей на пещерном человеке в палатке Хилл-Вэлли прошлого, Марти забирает с него мех. Теперь нужно состарить этот очистительный спрей. Положив его в ДеЛореан, Марти замечает, что индикатор горит зелёным цветом, и просит Дока протестировать машину времени снова два раза, чтобы состарить спрей по максимуму, то есть на четырнадцать часов. Когда Док возвращается из путешествий, Марти забирает спрей и со всех ног летит домой к Эмметту, так как Эдна ушла туда. Марти говорит ей, что с ней желает поговорить «Карл Саган» (то есть Док). Та покидает дом. Достав спрей, Марти пытается использовать его на Эмметте, но тот отбирает у него очиститель. Тогда остаётся только доказать Эдне, что Браун её обманывал и не особо ей предан. Когда Браун просит оценить фото о том, что он помог поймать Кида Таннена, Марти говорит, что оно не очень хорошо получилось. Тот, немного обидевшись, делится с ним своим фотоальбомом, который и нужен Трикси. Осталось только найти бриллиант.
На выставке Док в это время расспрашивает Марти о будущей судьбе Эдны. Рассказав всю правду о ней, Марти всячески отговаривает его от того, чтобы вернуть Хилл-Вэлли снова в полицейское государство. Браун хочет оставить их брак с Эдной, но без присутствия науки в жизни молодого Эмметта. Марти категорически не желает этого. Док, обидевшись, куда-то уезжает, а Марти идёт к палатке, на которой изображено «будущее» — восьмидесятые годы, забирает призму, предназначенную для создания на диораме радуги и отдаёт её Трикси в качестве бриллианта вместе с мехом и фотоальбомом. В это время на выставку приезжает сам Эмметт. Подкравшись к нему сзади, Марти обливает его костюм машинным маслом. Тот опрыскивается испорченным (состаренным на четырнадцать часов) спреем, после чего костюм попросту портится, так как через двенадцать часов его частицы начинают разрушать ткани, а не чистить их. В этот же момент подходит Трикси и устраивает сцену ревности прямо на глазах Эдны, а карточка душевного состояния показывает, что Эмметт настоящий бандит, а не образцовый гражданин. После всего этого Эдна бросает Брауна. Марти едет за ним и обнаруживает его на часах здания суда. Тот рассержен, злится на него и чуть было не вступает в драку, но тут словно трезвеет, превратившись в настоящего Эмметта. Поговорив с ним и признавшись, что его зовут вовсе не так, как он всем говорит, а Марти, он побуждает Эмметта снова заняться летающей машиной, после чего тот случайно виснет на верёвке. Марти спрашивает его, что у него есть при себе. Тот достаёт спрей, который падает вниз. Спустившись на землю и подобрав очиститель, Марти применяет его на верёвке внизу, чтобы освободить её от тяжёлой статуи, привязанной снизу, поднимается наверх, цепляется за верёвку и начинает раскачиваться. Когда Марти подлетает достаточно близко к Эмметту, он хватает его за руку. Штанина Брауна зацепилась за другую статую. Опрыскав штанину спреем и свалившись вниз, Эмметт отправляется изобретать. Тем временем Док, который едет по дороге на ДеЛореане, встречает грустную Эдну. Он предлагает ей проехаться и заодно спрашивает, что она знает о Марти…

### Эпизод 5. Вне времени
Марти просыпается 13 октября 1931 года в лаборатории Эмметта. Тут раздаётся телефонный звонок от самого Эмметта, который звонит с выставки и зовёт Марти туда, прося захватить статический аккумулятор, необходимый для работы летающей машины. Марти, прибывшего к школе, чуть не сбивает машиной времени недовольный Гражданин Браун и пытается отобрать у него аккумулятор, считая источником всех проблем Хилл-Вэлли 1986 года своё увлечение наукой. Вследствие неправильного использования, аккумулятор начинает так летать, что Марти приходится забраться на столб, чтобы его поймать.
Затем он входит в школу, где уже началась выставка. Трикси Троттер снова работает там. Артуру всё же удалось её устроить обратно, но оба они молчат, держа это в секрете. Трикси отдаёт Марти целую связку билетов. Его тут же замечает Эдна и говорит, что Док назвал ей настоящее имя Марти… Яков Смирнов! Ну что ж, спасибо ему за это, но почему-то нигде нет Эмметта! Да к тому же Эдна хочет закрыть его экспонат, так как он угрожает общественной безопасности. Офицеру Паркеру нужен компромат на неё, и в этом он просит помочь Марти, так как сам не может открыто выступать против Эдны из-за угрозы лишиться работы. Пока офицер с Эдной разговаривают, Марти осматривает странный цветок. Оказывается, это просто замаскированный диктофон.
На одной из экспозиций морской биолог Жак Дюто (англ. Jacques Douteux) в водолазном костюме и шлеме демонстрировал погружение под воду в батисфере. Он сообщил, что видел Эмметта в «стеклянном доме». Стеклянным домом называлось сооружение из пуленепробиваемого и звуконепроницаемого стекла. Там Марти и нашёл Эмметта. И ещё одного Эмметта, то есть «Дока». Док уводит Эмметта подальше от Марти, а затем даёт ему понюхать хлороформа, так что Марти не может до них докричаться. Пройдя чуть-чуть за ними, он оказывается в «доме будущего» — ещё одной экспозиции на выставке. Главная его особенность в том, что в нём установлен телефон, управляемый голосом. Марти берёт со стола цветок, похожий на диктофонный и подменяет его. Затем заходит в «телефонную будку будущего», которая предназначена только для входящих вызовов и устанавливает в ней цветок-диктофон, после чего идёт в «дом будущего», звонит и, представившись Карлом Саганом (англ. Karl Sagan) голосом Дока просит позвать Эдну. Во время разговора Эдна признаётся, что именно она подожгла подпольный бар Таннена. Марти достаёт цветок и проигрывает запись офицеру Паркеру. Тот бросается за Эдной. Она убегает. Но где же Эмметт?
Марти снова подходит к батисфере. Человек говорит почему-то уже другим голосом, а именно, голосом Дока, да к тому же не хочет его пускать! Марти подозревает, что он запер Эмметта в батисфере. С помощью Артура ему удаётся забраться наверх, откуда нужно начинать погружение. Предполагаемый Док не хочет открывать её, ссылаясь на неполадки. Тогда Марти перекрывает подачу воздуха в сферу, наступив на шланг. Человеку в шлеме становится плохо. С полминуты он терпит, но, наконец, не выдерживает и открывает батисферу, из которой Марти достаёт Эмметта. Док убежал, да нам и не до него. Марти отдаёт Эмметту аккумулятор, и вот уже почти всё готово к демонстрации, но не успела Трикси объявить Эмметта, как в школу ворвался Эрхардт Браун, желая срочно поговорить с сыном. Эмметт напрочь отказывается с ним разговаривать. В конце концов, Марти удаётся их помирить, и судья соглашается с тем, что Эмметт должен заниматься наукой. Обрадованный Эмметт запускает машину, которая летит. Все довольны, но тут Марти замечает на улице Дока и Эдну. Выбежав, он видит сцену погони Паркера на полицейской машине за Эдной на украденном ДеЛореане. Прозрачный Док остался лежать на земле, постепенно исчезая. Наконец, он просит Марти показать ему газету, захваченную из 1986 года. На фотографии в ней запечатлён настоящий Док с ключом от города. С лёгким сердцем Браун исчезает. Из школы выбегает радостный Эмметт. Он благодарит Марти, а заметив у него в руках газету просит показать. Марти соглашается, но с условием, что Эмметт не будет её читать, пока ему не вручат ключ от города. Тот соглашается, после чего его зовёт отец. Тут появляется ДеЛореан, и из него выходит Док! Док заявляет, что никогда не женился бы на Эдне, хотя она и была его первой любовью.
В этот момент подъезжает грузовик, в котором сидит уже знакомый нам по фильму Вильям МакФлай (англ. William McFly) и уходит к Артуру. Следующим подъезжает офицер Паркер, а через несколько секунд весь Хилл-Вэлли вокруг Марти, Дока и ДеЛореана исчезает. Те, поражённые происходящим, предполагают, что в этом виновата Эдна, угнавшая ДеЛореан с неисправными временными контурами. Снова подъезжает Вильям МакФлай и сообщает, что Хилл-Вэлли не существует уже много лет. Теперь на этом месте живёт только одна сумасшедшая старушка по имени Мэри Пикфорд (англ. Mary Pickford) или, как её называют, Ужасная Мэри (англ. Scary Mary). Пройдя чуть дальше по дороге, Марти с Доком находят одинокий домик, весь обвешанный табличками, отсылающими гостей подальше и сигнализацией в виде кучи железок. А в углу участка стоит… ДеЛореан, полностью сожжённый и разобранный. А в домике живёт всё та же Эдна Стрикленд (она же Мэри Пикфорд). Добившись того, чтобы она стала с ними разговаривать, Марти и Док пытаются разузнать у неё, что же случилось. Но вот незадача, она ничего не помнит. Тогда приходится симулировать ситуацию такими способами, как звон железок в качестве звука перемещения, превращение кактуса в Маршала Стрикленда, а туалета в бар. Выясняется, что Эдна, жившая при сухом законе, так расстроилась из-за того, что её дед позволяет существовать таким заведениям, что просто-напросто сожгла бар, да и весь Хилл-Вэлли в придачу, а произошло это в 1876 году. Поняв намерения Марти и Дока, Эдна с помощью оружия пытается остановить их, но тут подоспевает неожиданная помощь в лице Вильяма МакФлая, и друзья отправляются спасать город.
В 1876 году Марти становится свидетелем того, как Эдна пытается поджечь бар (видимо такая у неё судьба — поджигать бары). Марти с Доком пытаются её остановить, но тут всех их останавливает Бьюргард Таннен, грозясь застрелить всех, кроме Марти, который спрятался за уже знакомой ему стойкой. С помощью некоторых комбинаций он складывает на огромную люстру с одной стороны (над Бьюргардом) мешок с песком, а с другой (над Эдной) бочку маринованных огурцов. Когда Таннен уже собрался стрелять, Марти сбросил на него мешок. Обрадованная Эдна тоже собралась было поджигать сено, но и её ждала участь Таннена, но уже в роли бочки. Отец Бьюфорда поднимается, но его тут же «отключает» Док. Марти с Доком спокойно всё обсуждают, пока не слышат, что Эдна сбежала на «своём» ДеЛореане. Оставив Бьюргарда лежать, Док и Марти догоняют Эдну, после чего Марти с помощью ховерборда устанавливает на её машине три устройства, позволяющие управлять ДеЛореаном Эдны с помощью ДеЛореана Дока, после чего они отправляют её в её время, да прямо в полицейский участок, где её берёт офицер Паркер. Альтернативный ДеЛореан исчезает
Вроде бы всё стало хорошо, но Марти так не считает. Он видит выходящих из здания суда Артура и Трикси и спешит предупредить Артура о том, что он должен будет жениться на Сильвии Мискин (англ. Sylvia Miskin), а не на Трикси, но Артур уже сделал ей предложение, и она согласилась. Но Марти не исчезает. Даже ничего не чувствует! И тогда выясняется, что Трикси Троттер — не настоящее имя Трикси, а настоящее её имя как раз Сильвия Мискин. То есть это и есть бабушка Марти. Марти с Доком возвращаются в 15 мая 1986 года, где всё снова хорошо. Даже Эдна Стрикленд. Док дарит Марти книгу о МакФлаях. Эдна приводит Эйнштейна, за которым ухаживала в это время и Кида Таннена, с которым настолько сдружилась за время сидения в тюрьме, что вышла за него замуж и стала мачехой Биффу.
Только всё успокоилось, как в который раз появляется ДеЛореан, из которого выходит… Марти из будущего и просит Дока отправиться с ним, захватив Марти из настоящего, чтобы исправить будущее. В этот момент в воздухе появляется ещё один ДеЛореан. Синий. Из него выходит ещё один Марти и просит отправиться в его будущее. Наконец, появляется третий ДеЛореан, чёрный, третий Марти и тоже чем-то возмущается. Док и настоящий Марти в замешательстве. Они садятся в свой ДеЛореан и переносятся в другое время…
Несмотря на ожидание надписи «The End» (рус. «Конец»), после финальных титров нам показывают всё ту же многообещающую надпись «To Be Continued →» (рус. «Продолжение следует →»).

## Разработка

### Разработка проекта

Финальный концепт-арт персонажей

О разработке игры Back to the Future: The Game компанией Telltale Games было официально объявлено в начале июня 2010 года, когда было заключено соглашение со студией Universal Studios о создании игр по мотивам серий фильмов «Назад в будущее» и «Парк юрского периода». Выход игры разделён на пять отдельных эпизодов, которые вышли для различных платформ — Microsoft Windows, Mac OS X, PlayStation 3 и iPad.

В период разработки авторы пытались узнать, чего именно поклонники трилогии ждут от игры при помощи различных online-опросов, а также привлекли к работе сценариста трилогии, Боба Гейла в качестве консультанта по сюжету. Известно также, что в разработке игры участвовал программист в области ИИ Брюс Уилкокс. Некоторые идеи для сюжета — такие как действие в период сухого закона и история семьи Браун — были придуманы Гейлом вместе с Робертом Земекисом для второго фильма, но в итоге реализовались лишь в игре. По признанию разработчиков игры, самым сложным было для них создание сюжета, который бы не противоречил хронологии событий трилогии. От многих идей пришлось отказаться, так как они становились причиной парадоксов в цепи событий фильмов. Гейл отметил, что хоть игра и не является таким же каноном, как и события трилогии, события игры вполне совместимы с тем, что зрители видели в фильмах.

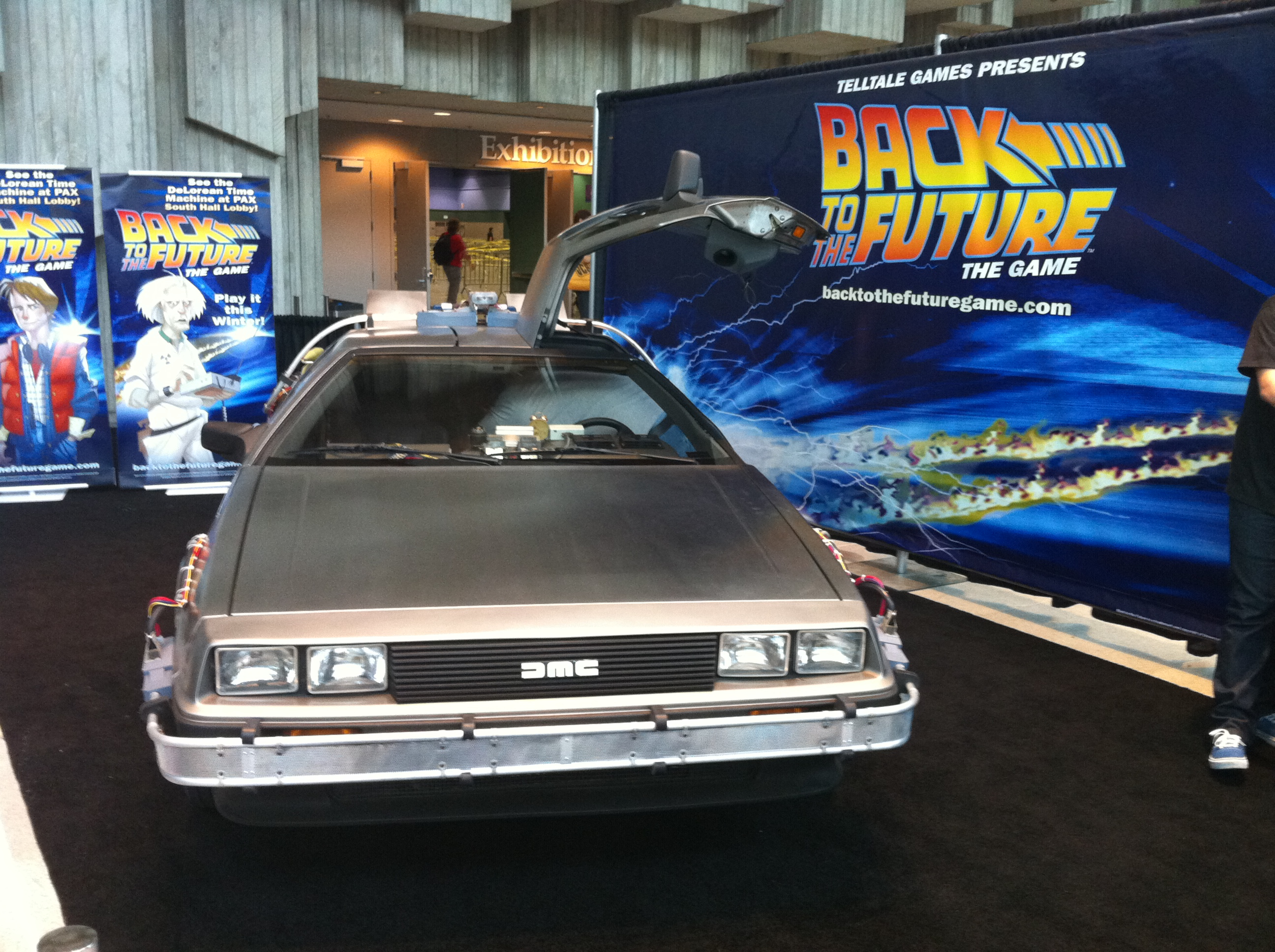
ДеЛореан на выставке Penny Arcade Expo

В сентябре 2010 года стало известно, что Майкл Джей Фокс и Кристофер Ллойд дали своё разрешение на использование их образов из фильмов, что позволило художнику Райану Джонсу создать концепт персонажей на основе внешности актёров. Ведущий художник Майкл Стеммль заверил, что по его задумке графика не будет стараться быть реалистичной, а более стилизованной под атмосферу фильмов. Авторы также посчитали, в инвентаре у главного героя будут самые обычные вещи, которые могут помочь ему в данной ситуации, однако они решили не перегружать персонажа предметами, так как Марти, по их мнению, «не тот персонаж, который станет сооружать различные приспособления из подручных средств».

### Возможное продолжение
Финал игровой серии заканчивается подобно первому фильму: из будущего в 1986 поочерёдно прибывают три версии Марти МакФлая, каждый из которых уверяет, что в их реальности в жизни Марти и Дженнифер возникли серьёзные проблемы. Титры эпизода заканчиваются надписью «Продолжение следует…».
Дизайнер Дэйв Гроссман из компании Telltale Games подтвердил, что существует огромная вероятность продолжения игры, так как поклонники и студия Universal Studios, с которой Telltale заключили эксклюзивный контракт на производство игр по мотивам франшиз студии, остались довольны получившимся результатом.

## Выпуск
| Эпизод | Дата выхода          | Прим.  |
| ------ | -------------------- | ------ |
| 1      | 22 декабря 2010 года | [ 18 ] |
| 2      | 16 февраля 2011 года | [ 19 ] |
| 3      | 29 марта 2011 года   | [ 20 ] |
| 4      | 29 апреля 2011 года  | [ 21 ] |
| 5      | 23 июня 2011 года    | [ 22 ] |

| Системные требования | Системные требования                                  | Системные требования                                  |
| -------------------- | ----------------------------------------------------- | ----------------------------------------------------- |
|                      | Минимальные                                           | Рекомендуемые                                         |
| Windows              |                                                       |                                                       |
| ОС                   | Windows XP / Windows Vista / Windows 7                | Windows XP / Windows Vista / Windows 7                |
| ЦПУ                  | Intel Pentium 4 3.0 GHz / AMD Sempron 3600+           | Intel Pentium 4 3.0 GHz / AMD Sempron 3600+           |
| Объём ОЗУ            | 512MB                                                 | 1GB                                                   |
| Место на диске       | 2 GB                                                  | 2 GB                                                  |
| Видеокарта           | NVidia GeForce 6800 Series 128MB / ATI Radeon X800 GT | NVidia GeForce 6800 Series 128MB / ATI Radeon X800 GT |
| Звуковая плата       | Звуковая карта, совместимая с DirectX                 | Звуковая карта, совместимая с DirectX                 |

Первый эпизод игры вышел 22 декабря 2010 года для Microsoft Windows и для Mac OS X.
Следом в феврале 2011 года последовали версии для PlayStation 3 и iOS.
Эпизоды со 2 по 5 вышли с февраля по июнь 2011 года, вместе с финальным пятым эпизодом релиз которого состоялся 23 июня 2011 года.
Telltale Games опубликовала серии в версии retail для PlayStation 3 и для консоли Wii для Северной Америки.
Deep Silver опубликовала retail версию для PlayStation 3 и для консоли Wii для Европы 4 мая 2012 года.
В честь 30-летней годовщины выхода первого фильма трилогии «Назад в будущее» Telltale Games выпустила релиз игры для Playstation 4, Xbox 360 и Xbox One 13 октября 2015 года как раз перед днём «Назад в будущее» 21 октября 2015 года, когда Марти приезжает в будущее. Игра была дополнена голосом Тома Уилсона, который играл в фильмах роль Биффа Таннена (в оригинальном релизе Биффа озвучивает Кид Бейонд).

### Выход на DVD
Реклама DVD с игрой, появилась в сентябре 2011 года на главной странице официального сайта игры. Сюжет рекламы таков: в офисе «Telltale Games» один из молодых сотрудников показывает своему коллеге коллекционное издание игры на DVD, описывая все её достоинства. Тот восхищается, но вскоре оба замечают, что диск постепенно начинает исчезать. Юноша подозревает, что что-то нарушилось в пространственно-временном континууме, а затем садится в машину времени и перемещается в какое-то другое время. После этого диск снова появляется на столе у его друга, который не замечает, как с фотографии за его спиной исчезает его коллега.
Что же касается Deluxe Edition, то в ещё одном видео на официальном блоге разработчиков подробно рассказывается и показывается всё, что присутствует в этом издании.

#### Коллекционное издание
В сентябре 2011 года игра была выпущена на DVD, содержащем кроме всех эпизодов игры полный набор видеороликов Behind the Scenes и трейлеров игр, а также комментарии авторов и концепт-арт персонажей. Такое издание называется Collector’s Edition и поступило оно в продажу по цене 24,99 долларов. Обложка представляет собой мультипликационный вариант постера первого фильма оригинальной трилогии с Марти и ДеЛореаном. Если игра была предварительно куплена отдельными эпизодами на сайте, то это издание можно получить бесплатно, оставив заявку на доставку.

#### Издание «Делюкс»
Кроме того, существует издание Deluxe Edition, на обложке которого кроме Марти в традиционном «спасательном» жилете и ДеЛореана изображены реальный Док в костюме Первого Гражданина Брауна и молодой Эмметт Браун из 1931 года. Кроме DVD-диска в это издание входит набор эксклюзивных дополнительных материалов: почтовая открытка с Трикси Троттер, фотографии в комнате Эдны Стрикленд, альбом с пятнадцатью картинками Хилл-Вэлли, шесть страниц из блокнота Дока и другие материалы. В продажу всё это поступило по цене $44,99.

#### Российское издание
Русской локализацией игры занималась компания «Бука», специализирующаяся в издании и дистрибуции компьютерных игр. 3 ноября 2011 года в продажу поступил первый эпизод, получивший название «Назад в будущее. Эпизод 1. Время пришло». Второй эпизод под названием «Достать Таннена!» поступил в продажу 26 января 2012 года, третий «Гражданин Браун» — 2 февраля 2012 года, четвёртый «Разные взгляды» — 29 марта 2012 года, пятый «Вне времени» — 10 мая 2012 года.

## Продвижение

### Промокампания
Промокампания игры началась с появление постера на фоне модели ДеЛореана на игровой выставке Penny Arcade Expo, которая проходила практически сразу же после того, как было объявлено о начале работ над игрой.
Незадолго до выхода игры компания Telltale Games опубликовала на сайте Facebook флеш-игру под названием Back to the Future: Blitz Through Time, по сути являющуюся новой версией классической игры Bejeweled Blitz с дизайном, ассоциирующимся с фантастической трилогией.
Сертификат на бесплатную копию игры был включён в юбилейное Blu-Ray-издание трилогии, выпущенное 26 октября 2010 года. Кроме того, компания решила сделать бесплатным скачивание со своего официального сайта. В рамках этого предложения, первый эпизод был доступен в феврале 2011 года.
В качестве бонуса к предварительному заказу, разработчики предлагают покупателям бесплатную версию игры Puzzle Agent, а доллар с каждого заказа отправится в фонд Майкла Джей Фокса по борьбе с болезнью Паркинсона.

### Видео-дневники
Незадолго до выхода игры первой части и на протяжении релизов остальных эпизодов, компания Telltale Games размещала на своём официальном сайте, на странице проекта, мини-фильм о создании игры Back to the Future: The Game: Behind The Scenes, на данный момент состоящий из восьми частей:

## Восприятие
| Сводный рейтинг       | Сводный рейтинг               |
| Агрегатор             | Оценка                        |
| --------------------- | ----------------------------- |
| GameRankings          | ПК: 80,32 % PS3: 75,67 %      |
| Metacritic            | 74/100                        |
| Иноязычные издания    |                               |
| Издание               | Оценка                        |
| IGN                   | 8,5                           |
| Русскоязычные издания |                               |
| Издание               | Оценка                        |
| Absolute Games        | 42 %                          |
| «Домашний ПК»         | [ 45 ]                        |
| «Игромания»           | 8,5/10 (сайт) 6,5/10 (журнал) |
| ITC.ua                | 4,5 / 5                       |

| Сводный рейтинг       | Сводный рейтинг |
| Агрегатор             | Оценка          |
| --------------------- | --------------- |
| GameRankings          | 76,86 %         |
| Metacritic            | 74/100          |
| Иноязычные издания    |                 |
| Издание               | Оценка          |
| IGN                   | 8,5             |
| Русскоязычные издания |                 |
| Издание               | Оценка          |
| Absolute Games        | 45 %            |
| «Игромания»           | 5,5             |

| Сводный рейтинг       | Сводный рейтинг |
| Агрегатор             | Оценка          |
| --------------------- | --------------- |
| GameRankings          | 75,57 %         |
| Metacritic            | 71/100          |
| Иноязычные издания    |                 |
| Издание               | Оценка          |
| IGN                   | 7,5             |
| Русскоязычные издания |                 |
| Издание               | Оценка          |
| «Игромания»           | 7,5             |

| Сводный рейтинг       | Сводный рейтинг |
| Агрегатор             | Оценка          |
| --------------------- | --------------- |
| GameRankings          | 73,64 %         |
| Metacritic            | 72/100          |
| Иноязычные издания    |                 |
| Издание               | Оценка          |
| IGN                   | 6,5             |
| Русскоязычные издания |                 |
| Издание               | Оценка          |
| «Игромания»           | 7,0             |

| Сводный рейтинг       | Сводный рейтинг |
| Агрегатор             | Оценка          |
| --------------------- | --------------- |
| GameRankings          | 78,92 %         |
| Metacritic            | 73/100          |
| Иноязычные издания    |                 |
| Издание               | Оценка          |
| IGN                   | 7,0             |
| Русскоязычные издания |                 |
| Издание               | Оценка          |
| «Игромания»           | 7,0             |

В целом, игра получила благоприятные отзывы как критиков, так и поклонников трилогии и компьютерных игр. Большинство критиков сошлось на мнении, что пилотный эпизод вышел довольно эффектным.
Грег Миллер с сайта IGN присвоил игре 8,5 баллов из 10 возможных: «это игра, вдохновлённая кинотрилогией, к удивлению, просто отличная! Сюжет обеспечивает интересное развитие персонажей и потрясающую интригу!» Миллер также поблагодарил Telltale Games за «детальный подход к работе по возвращению вселенной трилогии и остроумные диалоги».
Натан Мюнер из GameSpot оценил игру в 7.5 из 10 возможных баллов, высказав предположение, что «игра стала большой заявкой на потрясающее продолжение истории в будущих эпизодах игры». Также в обзоре говорилось, что «сюжет получился увлекательным за счёт достоверных персонажей и чуткого чувства того, что нужно поклонникам игры». Кроме того, по мнению Мюнера, «сюжет вышел на удивление не загруженным, но в то же время и полноценным».
Бен ПерЛи с сайта GameZone сказал, что «игра выполнена в духе своего киношного прародителя — это оценит каждый поклонник трилогии. Да и каждый игроман вообще».
Критик из PALGN дал игре 7 баллов из 10, отметив, что «все поклонники трилогии найдут в игре множество отсылок к фильмам, а также почувствуют ностальгию», но назвал развитие сюжета медленным, а дизайн Хилл-Вэлли 1931 года «неудивляющим». В заключение обзора было сказано, что «поклонники фильмов по достоинству оценят работу разработчиков и умные диалоги и сюжет, но игра, всё же, получилась короткой, лёгкой и довольно вялой, но есть надежда, что она была всего лишь вступлением к следующим частям сериала, которые, мы всё надеемся, будут ярче и интересней».
В обзоре, в котором игре присвоили 2 звезды из 5, критиком журнала The Escapist было сказано, что «игра не передаёт дух фильмов и претендует на захватывающий сюжет, хотя таковой в игре отсутствует». Критик назвал персонажей, сюжет и место действия «банальными», отметив что герои вышли «плоскими и скучными».
В единственном сошлись все критики — озвучивание персонажей вышло выше всяких похвал, особенно отмечая талант Эй Джея Локазио, сумевшего достоверно исполнить роль Марти Макфлая. Голос Локазио в игре как две капли воды похож на голос актёра Майкла Джей Фокса, сыгравшего Марти в трилогии. Кроме того, критики отметили, что игра оказалась слишком лёгкой по прохождению, а решение поставленных задач не вызывали особых затруднений. Средний показатель рейтинга, вычисленный сайтом Metacritic, оказался равен 77/100.
Вторая часть сериала получила ещё более благосклонные отзывы критиков, большинство которых заметило, что разработчики учли ошибки, которые они совершили в работе над первой частью. Кроме того, авторов рецензий объединяет отношение к концовке игры, которая интригует. Адам Чиггино с сайта PLGN отметил, что сюжетной линии с бизнесом Таннена уделено больше времени, и Марти оказывается в куда более опасных ситуациях, что позволило сюжету стать увлекательней. К недочётам, по мнению автора, можно отнести всё те же простые задачки и слишком частое использование пса Эйнштейна в качестве ищейки. Показатель сайта игрового рейтинга GameRankins составил больше 78 процентов.